# الدوري الإنجليزي لكرة القدم 1893–94
الدوري الإنجليزي لكرة القدم 1893–94 (بالإنجليزية: 1893–94 Football League)‏ هو موسم من دوري كرة القدم الإنجليزي. فاز فيه أستون فيلا.